# Fabian Bourzat
Pour les articles homonymes, voir Bourzat.
Fabian Bourzat (né le 19 décembre 1980 à Nantes, en Loire-Atlantique), est un patineur artistique français de danse sur glace. Avec sa partenaire Nathalie Péchalat, ils sont double médaillés de bronze aux championnats du monde (2012 et 2014), doubles champions d'Europe (2011 et 2012) et quintuples champions de France (2009, 2011, 2012, 2013, 2014).

## Biographie

### Carrière sportive
Fabian Bourzat découvre le patinage à l'âge de 6 ans. Inscrit au club de Brive-la-Gaillarde, il patine avec Sonia Casagrande. Puis, il part à Brest, où il patine avec Caroline Trường, Émeline Leroux ; avant de partir avec Albane Saliou s'entraîner au centre de danse-sur-glace de Lyon, avec l'entraîneuse Muriel Boucher-Zazoui. Ils y continuent ensemble quelques mois puis Fabian recherche une nouvelle partenaire. Son entraîneuse lui propose de patiner avec Nathalie Péchalat qui est également à la recherche d'un nouveau partenaire. Ils deviennent doubles champions de France juniors en 2001 et 2002, ce qui leur permet de participer aux championnats du monde junior de 2001 à Sofia et de 2002 à Hamar où ils se classent respectivement 8e et 6e.
Il est actuellement[Quand ?] coach du couple de danse sur glace Angélique Abachkina et Louis Thauron.

#### Saison 2002/2003
C'est pendant la saison 2002/2003 que Nathalie Péchalat et Fabian Bourzat commencent leur carrière chez les seniors. Ils patinent la danse originale sur Masquerade de Aram Khachaturian & Tritsch Tratsch Polka de Johann Strauss II, et la danse libre sur Elveda de Metin Arolat & Asla Vazgecemem de Tarkan.
Ils participent à leurs premières épreuves seniors du Grand Prix ISU au cours de l'automne 2002. Ils se rendent d'abord au Skate Canada (11e) puis au Trophée de France (9e). Pour leurs premiers championnats de France élites à Asnières-sur-Seine, ils montent directement sur le podium à la 3e place, derrière Isabelle Delobel / Olivier Schoenfelder et Roxane Petetin / Matthieu Jost. Cette position ne leur permet toutefois pas de participer aux grands championnats internationaux de la saison.

#### Saison 2003/2004
Pour leur seconde saison chez les seniors, ils patinent leur danse originale sur Swing Brother Swing de C. MacGill et If Can't Have You de E. James. Pour leur danse libre ils choisissent quatre extraits musicaux: Babalu de Chano, Dance of the Soldiers de Red Army Choir, Hasta Siempre de S. Brave et Demasia da Corazon de W. de Ville.
En novembre 2003, ils participent à la première Coupe de Chine (7e) puis au traditionnel Trophée Bompard à Paris (8e). Ils conservent ensuite leur médaille de bronze aux championnats de France 2004 à Briançon. Comme la saison passée, ils ne peuvent pas prétendre à participer aux grands championnats internationaux. Néanmoins, la FFSG (Fédération française des sports de glace) les sélectionne pour leurs premiers championnats du monde, en mars 2004 à Dortmund, à la suite de la contre-performance des danseurs Roxane Petetin et Matthieu Jost aux Championnats d'Europe. À cette occasion, ils se classent à la 20e place mondiale.

#### Saison 2004/2005
Ils patinent leur danse originale sur de la musique de slow fox et charleston, et leur programme libre sur la musique de la comédie musicale Cats de Andrew Lloyd Webber avec des costumes de chats.
Ils participent successivement en novembre 2004 à la Coupe de Chine (7e) et au Trophée Bompard (8e). Ils deviennent ensuite vice-champion de France lors des championnats nationaux à Rennes qui leur permet de participer pour la première fois aux championnats d'Europe, en janvier 2005 à Turin où ils prennent la 12e place. Deux mois plus tard, pour leurs seconds championnats du monde seniors, en mars 2005 à Moscou, une erreur dans la danse originale les empêche de progresser significativement dans la hiérarchie mondiale où ils doivent se contenter de la 19e place.

#### Saison 2005/2006
Leurs choix musicaux pour cette saison olympique sont un mix de musique latino pour la danse originale, et continue le registre des comédies musicales en choisissant Les Misérables pour la danse libre.
Ils commencent leur saison par le Trophée Bompard (5e) et la Coupe de Russie (5e) en novembre 2005. Un mois plus tard, ils conservent leur médaille d'argent des championnats de France à Besançon. Cela leur permet bien sûr de participer aux grandes compétitions internationales qui s'annoncent. D'abord viennent les championnats d'Europe de janvier 2006 qui sont organisés dans leur ville d'entraînement, à Lyon, mais où plusieurs déséquilibres les empêcheront de rentrer dans le top 10 européen et doivent se contenter de la 11e place. Arrive ensuite les Jeux olympiques d'hiver de février 2006 à Turin, où ils prennent la 18e place pour leur première participation olympique.
Enfin, aux championnats du monde de mars 2006 à Calgary, ils montent dans la hiérarchie mondiale en prenant la 15e place, malgré une perte d'équilibre de Fabian Bourzat dans la danse libre lorsque celui-ci pose la main sur la glace lors d'un porté, ce qui le déconcentre pour la suite de son programme. Déçu par sa prestation mondiale, il laisse sa partenaire se rendre seule aux interviews des journalistes qui suivent la compétition.

#### Saison 2006/2007
Ils patinent sur Mi Buenos Aires Querido de Carlos Libendinsky et Escualo de Astor Piazzolla pour leur danse originale, et sur une musique d'Assen Merzouki inspirée des Quatre Saisons d'Antonio Vivaldi pour leur danse libre. Pour ce dernier programme, c'est le frère du compositeur, Morad Merzouki, qui leur propose une chorégraphie avec une gestuelle très contemporaine.
Dès les compétitions automnales du Grand Prix ISU, leurs programmes leur permettent de monter pour la première fois sur un podium lors du Skate America en octobre (3e), puis participent à leur cinquième Trophée Bompard à Paris en novembre où ils ne sont que 7e à cause d'une chute de Fabian. Lors des championnats de France à Orléans, ils conservent pour la troisième année consécutive leur médaille d'argent nationale derrière Isabelle Delobel & Olivier Schoenfelder.
Malgré cette seconde place nationale, la fédération souhaite envoyer le couple numéro 3 français, Pernelle Carron & Matthieu Jost aux championnats d'Europe de janvier 2007 à Varsovie. La fédération finit par changer d'avis mais Nathalie et Fabian n'y participent finalement pas car la patineuse se blesse à la main droite avant la compétition. De nouveau opérationnel deux mois plus tard pour les championnats du monde de mars 2007 à Tokyo, ils prennent la 12e place, trois de mieux que la saison passée.

#### Saison 2007/2008
Pour la danse originale de cette saison, ils choisissent Le Gitare al viento, Blanca de Plata de Guadiana et Imagen del recuerdo de José Mercé. Pour la danse libre, ils choisisent de patiner sur le thème de la folie avec une tenue qui rappelle les camisoles de force, sur les musiques Organ Donor de DJ Shadow, Marla et Space Monkeys de Michael Simpson et John King.
Classés 2e du Skate America en octobre et 2e de la Coupe de Russie en novembre, ces deux médailles d'argent leur permettent de se qualifier pour la première fois à la finale du grand-prix ISU organisée à Turin mi-décembre 2007. Mais une semaine avant celle-ci sont organisés les championnats de France à Megève. Ils préfèrent y déclarer forfait pour permettre à Fabian de récupérer d'une blessure au ménisque, et se classent 6e de cette finale.
Aux championnats d'Europe de janvier 2008 à Zagreb, ils réalisent une belle performance en prenant la 5e place européenne. Ils continuent également leur progression mondiale en prenant la 7e place des championnats du monde de mars 2008 à Göteborg, alors que leurs compatriotes Isabelle Delobel & Olivier Schoenfelder sont sacrés champions du monde.

#### Saison 2008/2009
Nathalie et Fabian souhaitent poursuivre leur carrière pour monter sur le podium des jeux olympiques de 2010. Mais leurs ambitions sont contrariés car ils partagent les mêmes entraîneurs à Lyon que les champions du monde en titre Isabelle Delobel & Olivier Schoenfelder. Grâce à leurs économies, ils décident de quitter la France durant l'été et de s'exiler à Moscou pour s'entraîner avec Alexandre Jouline qui entraînent déjà les russes Tatiana Navka et Roman Kostomarov. Après deux mois difficiles, le couple français réussit à s'adapter à la vie moscovite et choisissent leurs programmes de la saison. La danse originale est patinée sur It Don't Mean a Thing des Puppini Sisters, et la danse libre sur le thème du cirque avec les musiques La Notte di Favola de Nicola Piovani, La Marche des Gladiateurs et Jonglage de Maxime Rodriguez.
Au cours de l'automne 2008, ils montent sur les podiums du skate Canada (3e) et du Trophée NHK (2e), mais cela ne leur permet pas de se qualifier pour la finale du Grand Prix ISU où ils ne sont que remplaçants. En l'absence des sextuples champions de France en titre, Isabelle Delobel & Olivier Schoenfelder, Nathalie & Fabian conquiert pour la première fois le titre national élite à Colmar.
Toujours en l'absence de leurs aînés, ils arrivent donc aux championnats d'Europe de janvier 2009 à Helsinki comme les leaders français de leur discipline. Classés 4e après la danse imposée et la danse originale, la 2e place de la danse libre ne leur permet pas de remonter dans le classement et doivent rester au pied du podium européen. Deux mois plus tard, ils prennent la 5e place des championnats du monde de mars 2009 à Los Angeles, soit deux places de mieux que la saison passée.

#### Saison 2009/2010
S'entraînant à Moscou pour la deuxième saison consécutives, ils patinent la danse originale sur Thank God, I'm a Country Boy de Roy Rivers et Dolly Parton et sur It's not over now de Dale. Pour la danse libre ils choisissent le thème du temps avec les musiques suivantes : Kika du groupe EZ3kiel, la BO de Requiem for a Dream de Clint Mansell et Time de Maxime Rodriguez. Nathalie Péchalat y joue le rôle d'une jeune fille endormie au pied d'une horloge qui prend vit et qui l'entraîne dans sa danse.
À l'automne, ils se classent 2e du Trophée Bompard et 2e du Skate Canada, ce qui les qualifie pour la deuxième fois pour la finale du Grand Prix ISU, à Tokyo début décembre 2009. Fabian souffrant depuis quelque temps du genou, ils réussissent néanmoins à conquérir la médaille de bronze de la compétition. Par contre, le couple préfère déclarer forfait pour les championnats de France à Marseille qui se déroulent deux semaines plus tard, alors même qu'ils sont champions de France en titre. Ils préfèrent se reposer pour bien engager les grandes compétitions internationales à venir.
Aux championnats d'Europe de janvier 2010 à Tallinn, ils restent bloqués à la 4e place comme la saison passée, notamment à cause d'une erreur de Fabian lors du programme libre. Lors des Jeux olympiques d'hiver de février 2010 à Vancouver, ils prennent la 7e place tout juste derrière Isabelle Delobel & Olivier Schoenfelder qui sont revenus pour leur ultime compétition. Le couple n'arrivant pas à trouver le bon rythme dans leur programme libre, choisit de reprendre le thème du cirque de la saison passée pour se présenter aux championnats du monde de mars 2010 à Turin. Ils doivent se contenter de la 4e place mondiale après une erreur de Fabian sur les twizzles de la danse originale, et laissent échapper la médaille de bronze aux italiens Federica Faiella & Massimo Scali.

#### Saison 2010/2011

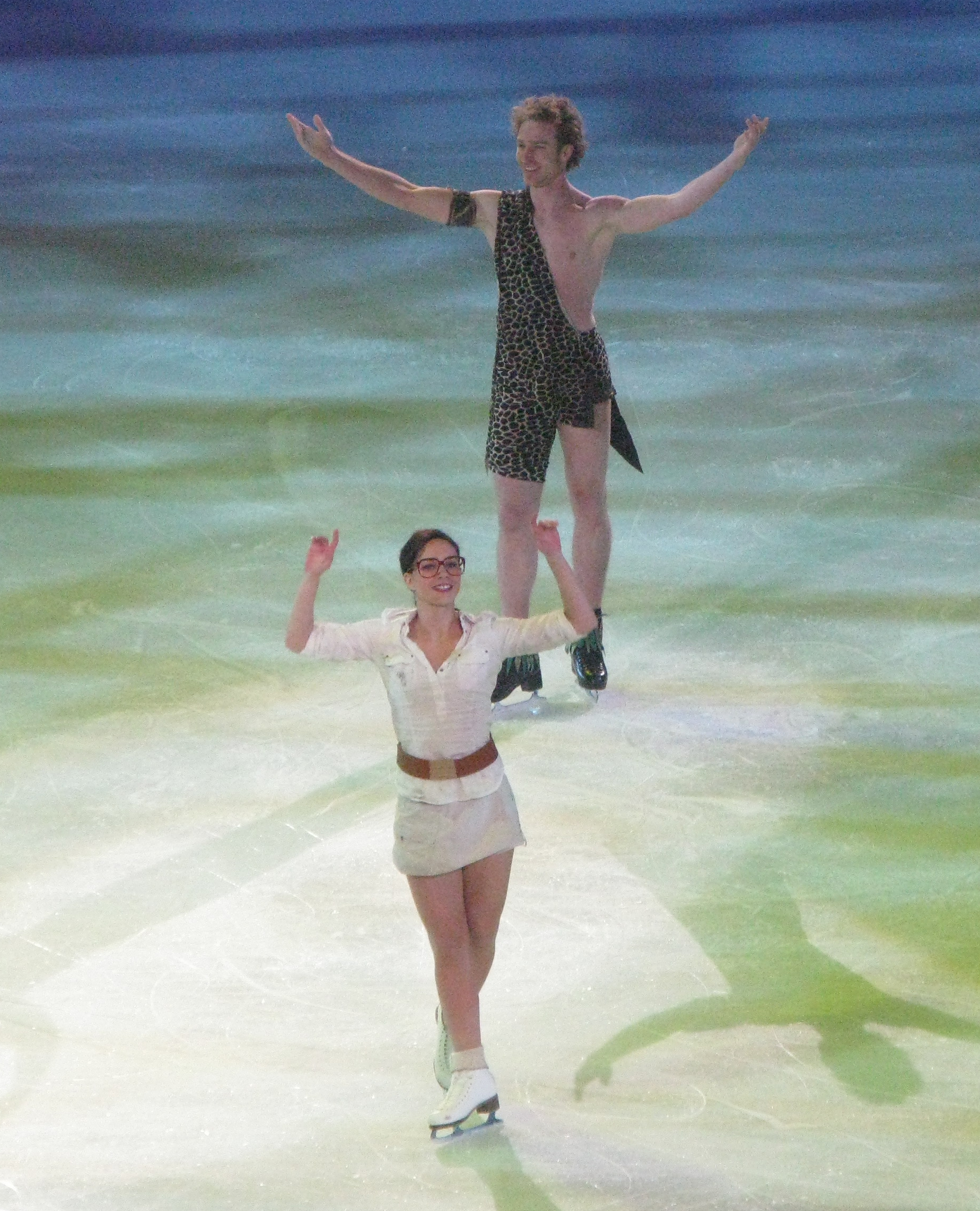
Fabian Bourzat en Tarzan au Trophée Bompard 2010.

La danse imposée et la danse originale sont supprimées par l'ISU et remplacées par une danse courte. Pour cette danse, Fabian et Nathalie choisissent de patiner sur la BO du Fabuleux Destin d'Amélie Poulain de Yann Tiersen et Fuga y Misterio de Astor Piazzolla. Pour le programme libre, c'est la BO des Lumières de la ville de Charlie Chaplin interprétée par l'orchestre symphonique de Londres qui est choisi.
Pour la troisième saison le couple s'entraîne à Moscou avec Alexandre Jouline. Après deux victoires à des compétitions mineures au Trophée Nebelhorn et au Trophée de Finlande, ils décident de changer de danse courte en prenant le Thème de Lara de la BO du Docteur Jivago de Maurice Jarre. Ils remportent ensuite pour la première fois leurs deux épreuves du Grand prix ISU, d'abord la Coupe de Chine puis le Trophée Bompard. Évidemment qualifiés pour la finale du grand Prix à Pékin en décembre 2010, ils se classent 2e de la compétition. Une semaine plus tard ils remportent leur second titre national à Tours.
Aux championnats d'Europe de janvier 2011 à Berne, ils arrivent pour la première fois avec le statut de favoris. Ils prennent la tête de la danse courte puis remporte la danse libre. C'est leur première médaille européenne et leur premier titre majeur. Ils se rendent ensuite aux championnats du monde d'avril 2011 à Moscou, initialement prévu en mars à Tokyo mais reportés à cause du tremblement de terre de la côte Pacifique du Tōhoku. C'est la patinoire d'entraînement des français à Moscou qui est choisie pour la compétition. Les français ont l'espoir de décrocher la médaille de bronze derrière les intouchables américains Meryl Davis / Charlie White et les canadiens Tessa Virtue / Scott Moir. Classés 3e après la danse courte, le couple fait une chute lors de la danse libre ce qui les prive de podium.
Ils quittent leur entraîneur Alexandre Jouline à l'issue de la saison car la Russie oblige ses entraîneurs à ne travailler qu'avec des patineurs russes dans l'objectif des prochains Jeux olympiques d'hiver de 2014 à Sotchi.

#### Saison 2011/2012

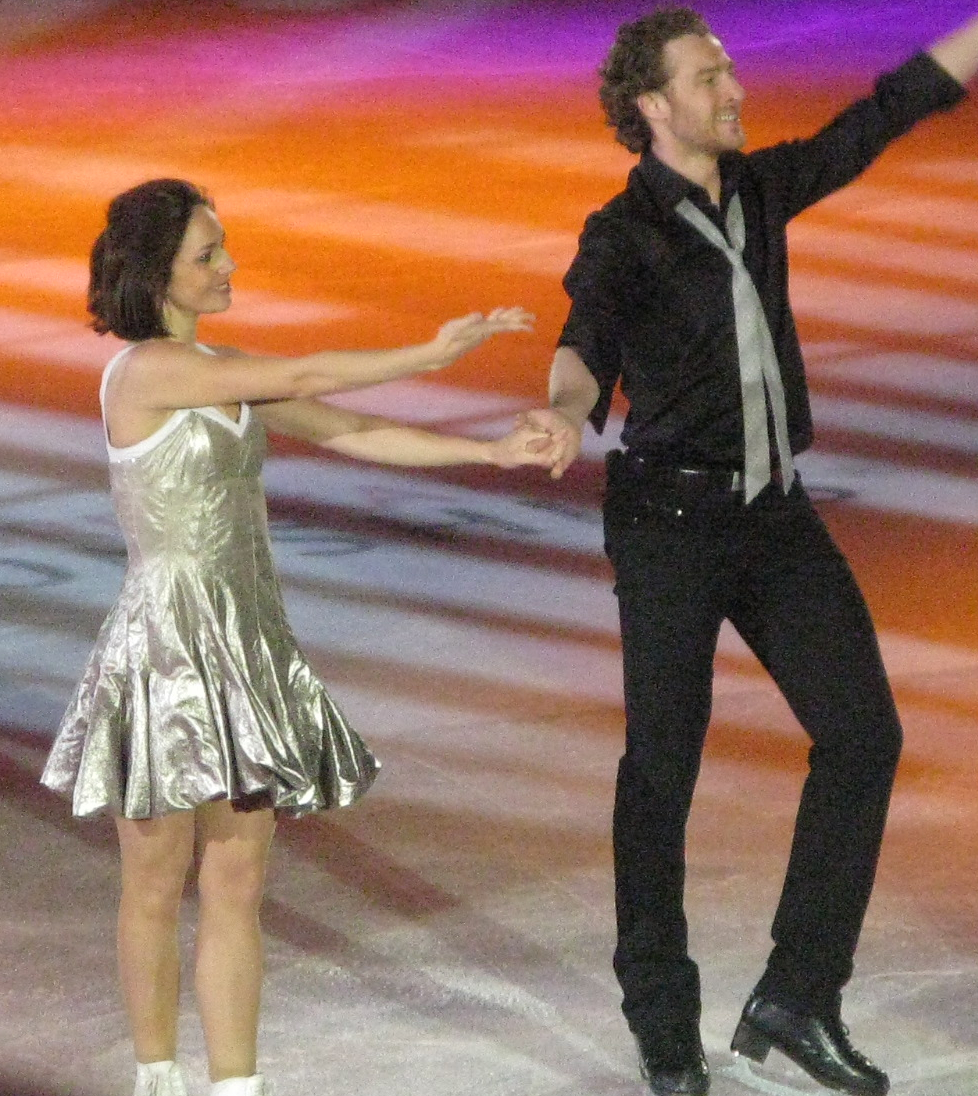
Nathalie et Fabian aux championnats du monde de 2012.

Après la Russie, ils rejoignent le club d'Anzhelika Krylova à Détroit aux États-Unis, une entraîneuse proche d'Alexandre Jouline. Ils patinent leur danse courte sur le thème du "Carnival de Rio" avec les musiques Mas que Nada de Jorge Ben Jor interprété par Sergio Mendes, Batucada de  Abacaxi et Real In Rio de Sergio Mendes. Ils prennent un thème égyptien pour le programme libre, une histoire d'amour entre une momie et un pharaon, avec les musiques Passion de Peter Gabriel, In The Garden de Narada World, Le retour de Punt de Bernard Becker et Alf Layla Wa Layla de Ahmad Sidqi.
Au cours de l'automne ils prennent successivement la 2e place du Skate America, déclare forfait au Skate Canada, se classent 2e du Trophée Bompard, et enfin 3e de leur 4e finale du Grand Prix ISU à Québec. Ils remportent ensuite leur 3e titre national élite à Dammarie-lès-Lys.
Ils arrivent favoris pour la seconde année consécutive aux championnats d'Europe de janvier 2012 à Sheffield. Ils ont la mauvaise surprise d'être battus par les russes Ekaterina Bobrova et Dmitri Soloviev lors de la danse courte. Ils gagnent ensuite haut la main la danse libre et leur second titre européen. Nathalie Péchalat tombe dans les bras de son entraîneuse à l'annonce de sa victoire. Le 13 mars 2012, Nathalie Péchalat se fracture le nez lors d’un entrainement sur son programme libre. Le couple annonce quelques jours plus tard qu'il participe tout de même aux championnats du monde de mars 2012 à Nice où ils conquièrent la médaille de bronze qu'ils convoitent depuis trois ans.

#### Saison 2012/2013

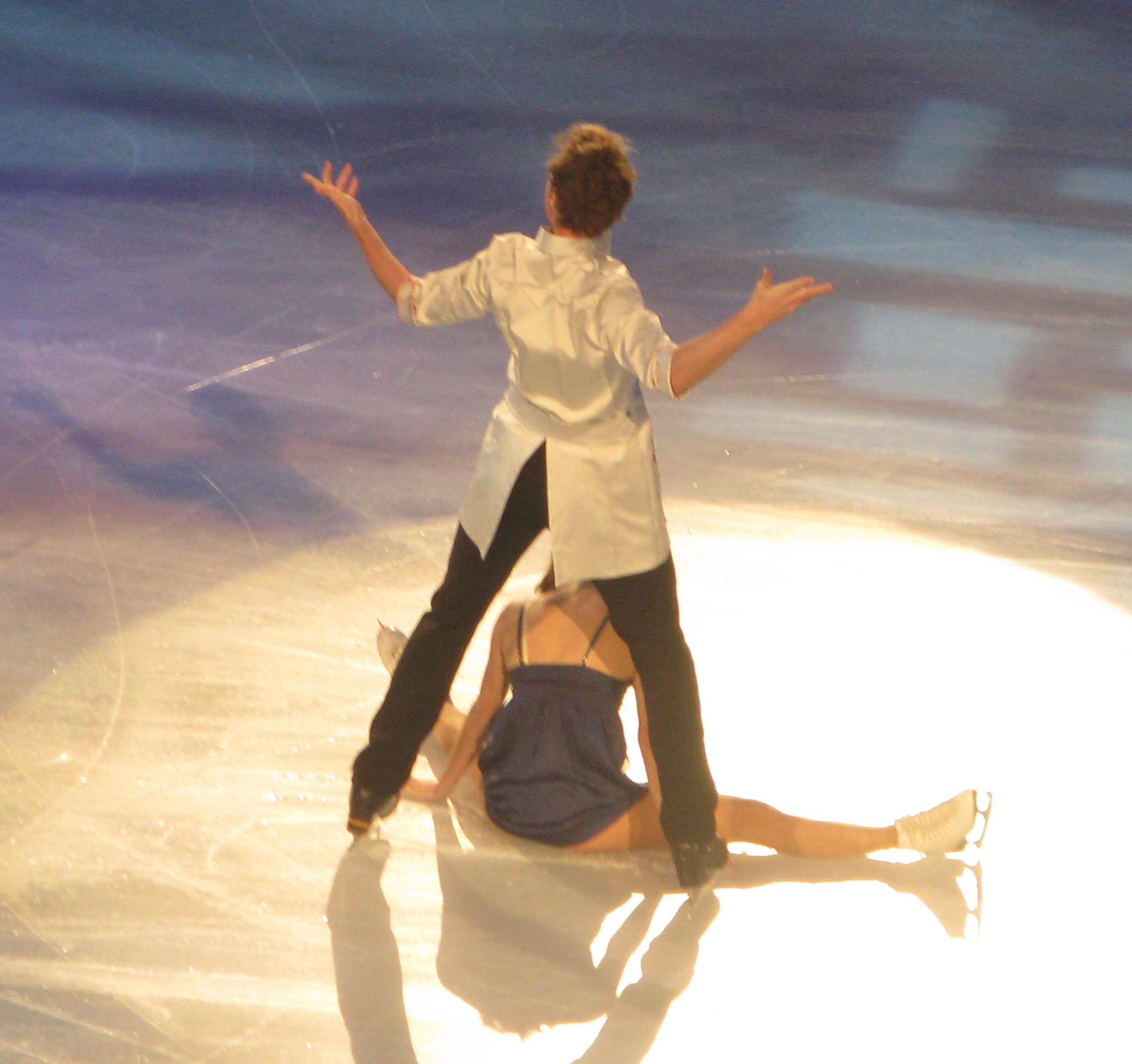
Bourzat au Bompard 2013.

Pour cette saison pré-olympique, ils choisissent de patiner leur danse courte sur "Gaîté parisienne" de Jacques Offenbach
et "Sous le ciel de Paris" chanté par Yves Montand ; pour la danse libre ils patinent sur un medley des Rolling Stones (Miss You, Angie, Sympathy for the Devil, Start Me Up). En novembre ils remportent la Coupe de Chine à Shanghai et le Trophée Bompard à Paris, et conservent leur 3e place de la finale du Grand Prix ISU à Sotchi en décembre. Une semaine plus tard, ils conquièrent leur quatrième titre national à Strasbourg.
À cause d'une déchirure à l'adducteur de Fabian Bourzat, ils doivent déclarer forfait pour les championnats d'Europe de janvier 2013 à Zagreb, et donc se résigner à ne pas pouvoir défendre leur double titre continental. Ils se présentent toutefois aux championnats du monde de mars 2013 à London alors que Fabian Bourzat n'a pas totalement récupéré son patinage d'avant la blessure, et doivent se contenter de la 6e place mondiale après avoir effectué plusieurs erreurs techniques lors du programme libre.

### Reconversion
En 2014, Fabian Bourzat entraîne son compatriote Florent Amodio.

### Vie privée
Fabian Bourzat épouse la patineuse Laurine Lecavelier, le 27 mai 2023.

## Palmarès
| Compétition                                   | 2001    | 2002    | 2003    | 2004    | 2005    | 2006    | 2007    | 2008    | 2009    | 2010    | 2011    | 2012    | 2013    | 2014    |
| Jeux olympiques d'hiver                       |         |         |         |         |         | 18e     |         |         |         | 7e      |         |         |         | 4e      |
| Championnats du monde                         |         |         |         | 20e     | 19e     | 15e     | 12e     | 7e      | 5e      | 4e      | 4e      | 3e      | 6e      | 3e      |
| Championnats d'Europe                         |         |         |         |         | 12e     | 11e     | F       | 5e      | 4e      | 4e      | 1er     | 1er     | F       | F       |
| Championnats de France                        |         |         | 3e      | 3e      | 2e      | 2e      | 2e      | F       | 1er     | F       | 1er     | 1er     | 1er     | 1er     |
| Championnats du monde juniors                 | 8e      | 6e      |         |         |         |         |         |         |         |         |         |         |         |         |
|                                               |         |         |         |         |         |         |         |         |         |         |         |         |         |         |
| Grand Prix ISU                                | 2000/01 | 2001/02 | 2002/03 | 2003/04 | 2004/05 | 2005/06 | 2006/07 | 2007/08 | 2008/09 | 2009/10 | 2010/11 | 2011/12 | 2012/13 | 2013/14 |
| Finale du Grand Prix                          |         |         |         |         |         |         |         | 6e      |         | 3e      | 2e      | 3e      | 3e      | 3e      |
| Skate America                                 |         |         |         |         |         |         | 3e      | 2e      |         |         |         | 2e      |         |         |
| Skate Canada                                  |         |         | 11e     |         |         |         |         |         | 3e      | 2e      |         | F       |         |         |
| Coupe de Chine                                |         |         |         | 7e      | 7e      |         |         |         |         |         | 1er     |         | 1er     | 1er     |
| Trophée de France                             |         |         | 9e      | 8e      | 8e      | 5e      | 7e      |         |         | 2e      | 1er     | 2e      | 1er     | 3e      |
| Coupe de Russie                               |         |         |         |         |         | 5e      |         | 2e      |         |         |         |         |         |         |
| Trophée NHK                                   |         |         |         |         |         |         |         |         | 2e      |         |         |         |         |         |
| Légende : F = Forfait ; * = Résultats à venir |         |         |         |         |         |         |         |         |         |         |         |         |         |         |

## Galerie d'images

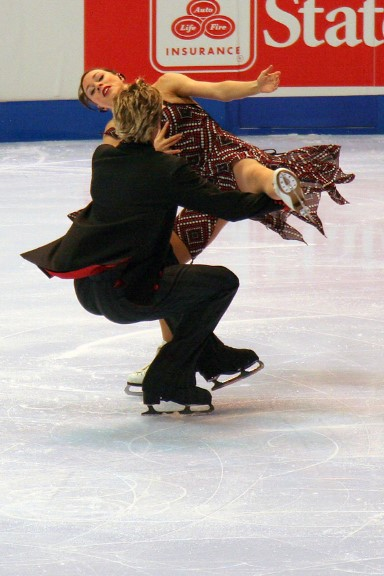
Skate America 2006
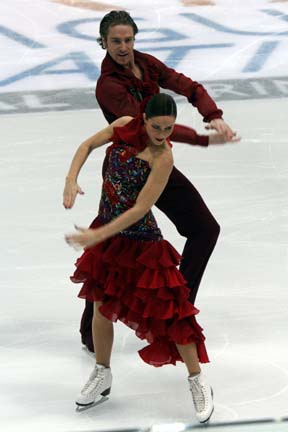
Danse originale à la finale du Grand Prix ISU 2007/2008
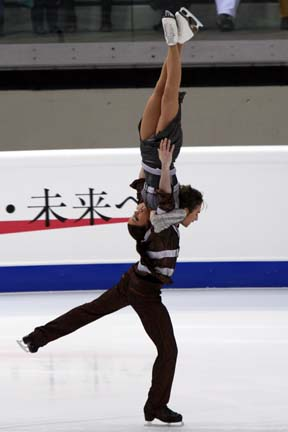
Danse libre à la finale du Grand Prix ISU 2007/2008
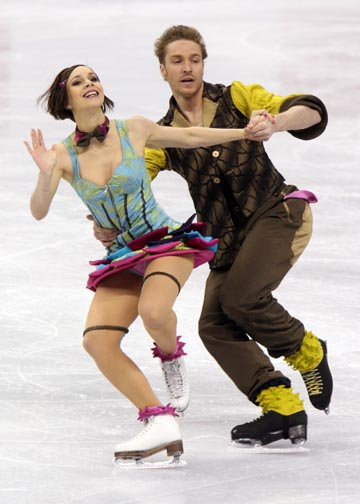
Danse libre sur le thème du cirque au Skate Canada 2008
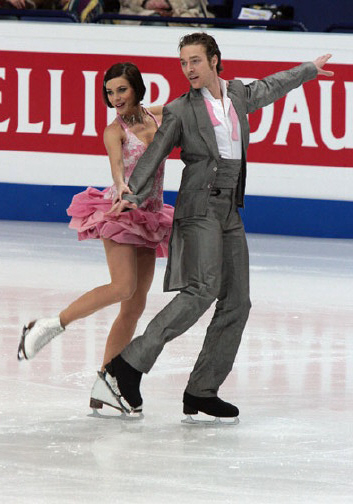
Danse originale aux championnats d'Europe 2009
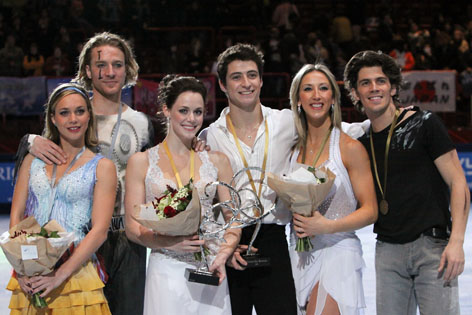
Podium du Trophée Éric Bompard 2009
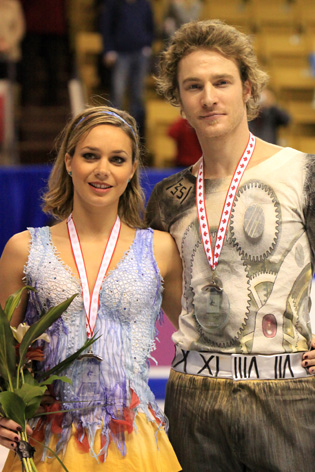
Podium du skate Canada 2009
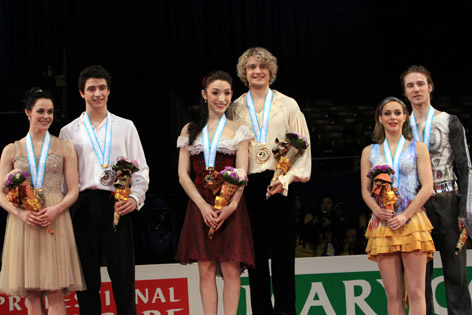
Podium de la finale du Grand Prix ISU 2009/2010 avec Meryl Davis / Charlie White et Tessa Virtue / Scott Moir
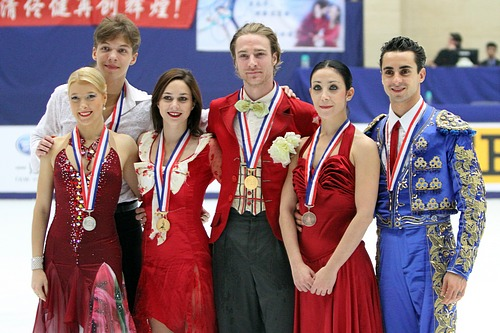
Podium de la Coupe de Chine 2010 avec Ekaterina Bobrova / Dmitri Soloviev et Federica Faiella / Massimo Scali
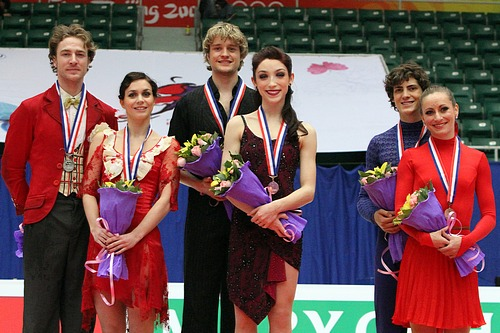
Podium de la finale du Grand Prix ISU 2010/2011 avec Meryl Davis / Charlie White et Vanessa Crone / Paul Poirier
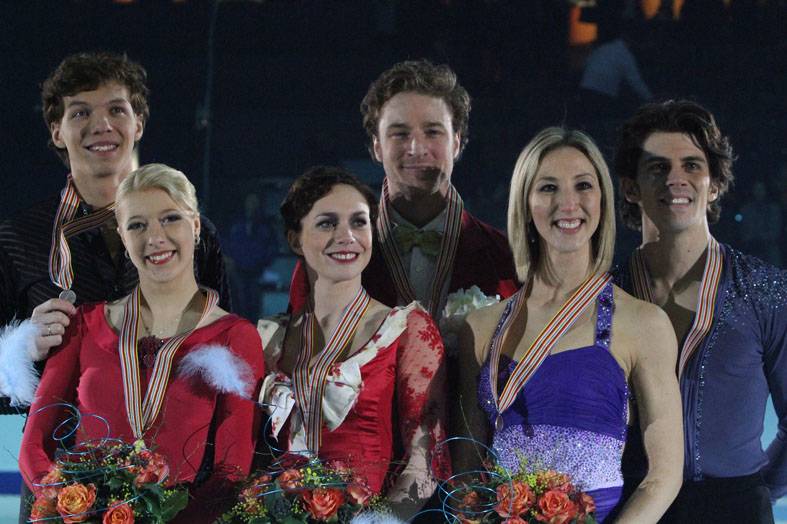
Podium des championnats d'Europe 2011 avec Ekaterina Bobrova / Dmitri Soloviev et Sinead Kerr / John Kerr
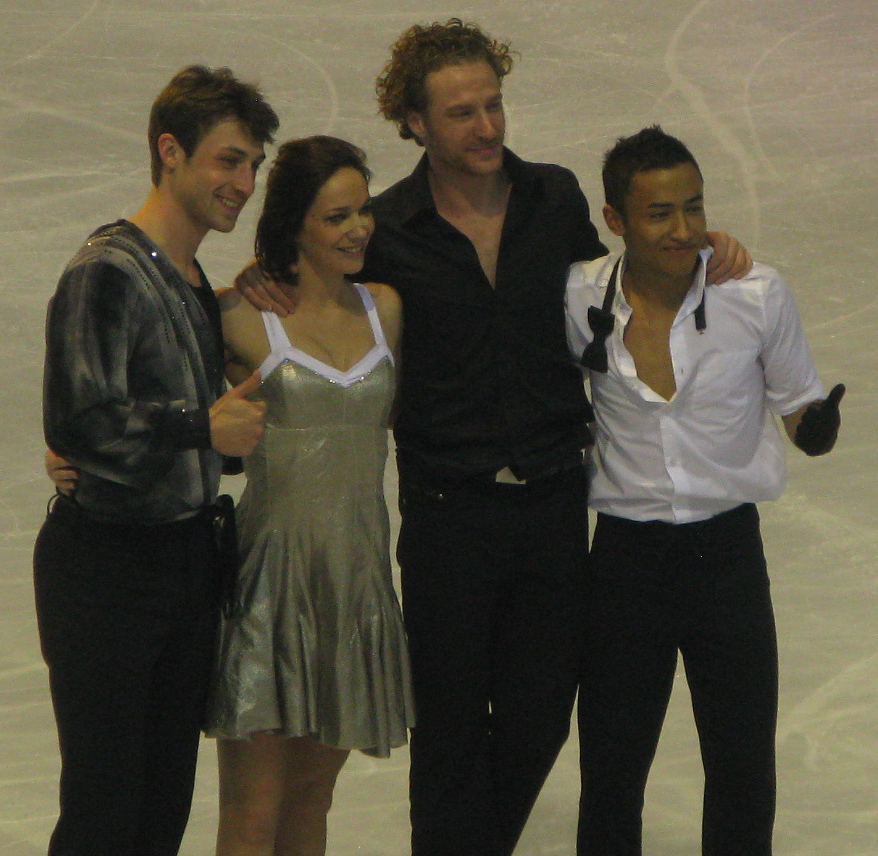
L'équipe française aux championnats du monde 2012.
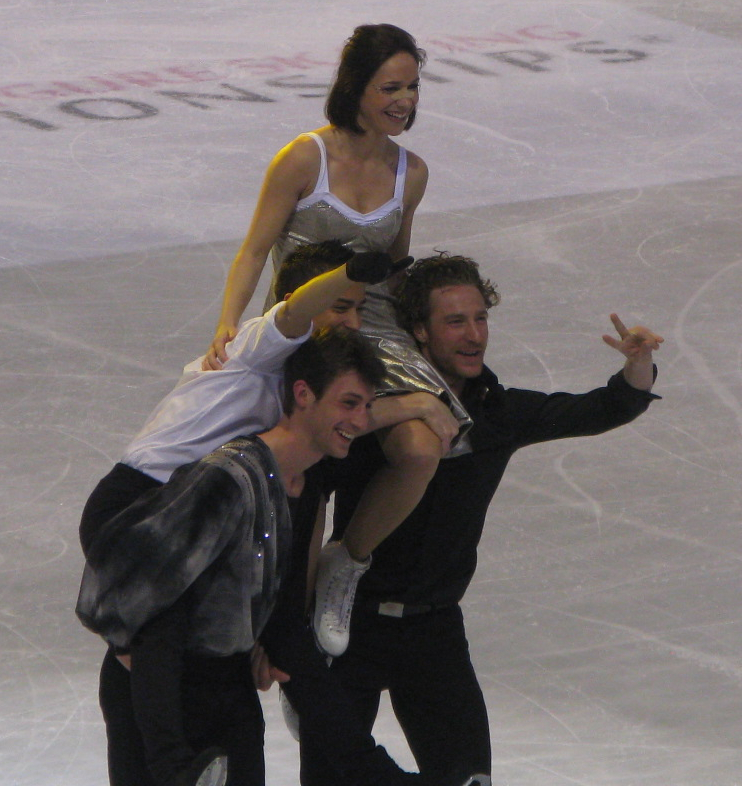
L'équipe française aux championnats du monde 2012.